# Falcatifolium angustum
Falcatifolium angustum — вид хвойних рослин родини подокарпових.
Епітет виду вказує на вузьке лшистя.

## Опис
Дерево до 20 м заввишки, 6-25 см діаметром. Листя молодих рослин вузьколанцетні, бл. 7 см в довжину і 1.2 мм біля основи. Листки дорослих рослин менші вигнуті або прямі, гострі, розміром 18-35 на 1-2,5 мм. Дещо незрілі пилкові шишки 8 мм в довжину і 2 мм в діаметрі.

## Поширення, екологія
Ендемік Саравак, Малайзія, де виявлений у двох місцях недалеко від узбережжя у відкритих лісах на підзолистих білих пісках на висоті 90-240 м над рівнем моря серед дерев Gymnostoma, Parastemon, Shorea albida.

## Використання
Хоча використання не зафіксоване цього рідкісного виду, його деревина, як і інших подокарпових, швидше за все, може бути використана для будівництва.

## Загрози та охорона
Незаконні рубки є потенційною загрозою. Можливо більш серйозною проблемою є перетворення рівнинних лісів в плантації олійних пальм. Обидва місця знаходяться в охоронних районах: Національний парк Бако і Ніах. 